# Muntanyes Neacola
Les muntanyes Neacola (en anglès Neacola Mountains) són una serralada secundària de la serralada Aleutiana, a l'estat d'Alaska, als Estats Units.

## Situació
Les muntanyes Neacola són la serralada més septentrional de la serralada Aleutiana.
Limiten pel sud-est amb les muntanyes Chigmit, al nord-est per les muntanyes Tordrillo, al nord-oest per l'extrem sud de la serralada d'Alaska, i a l'oest i sud-oest pels turons i les terres baixes del Parc nacional i reserva del llac Clark. Són l'única part no volcànica de la serralada Aleutiana. El pic més alt és el mont Neacola (també conegut com a "Neacola Peak"), amb 2.873 m.
L'exploració d'aquestes muntanyes mai ha estat gaire intensa, per la seva llunyania, el mal temps i la manca de cims de categoria.

## El nom
Aquesta serralada pren el nom del riu Neacola, que drena la major part de cims de la zona.